# Anthurium penningtonii
Anthurium penningtonii är en kallaväxtart som beskrevs av Thomas Bernard Croat. Anthurium penningtonii ingår i släktet Anthurium och familjen kallaväxter. Inga underarter finns listade.